# Ernesto Vieira da Rocha
Ernesto Maria Vieira da Rocha ComTE • MPVM • MPCG • ComC • GCC • ComA • GOA • GCA • MPBS • MOBS • GOIC • MPCE (Évora, 18 de Outubro de 1872 — Lisboa, 16 de Abril de 1952), mais conhecido por Vieira da Rocha, foi um militar do Exército Português, onde atingiu o posto de general, e político do período final da Primeira República Portuguesa. Foi Ministro da Guerra, em vários governos, e Ministro das Colónias. Após o Golpe de 28 de Maio de 1926 foi director da Arma de Cavalaria do Exército Português (1930 a 1931) e em 1934 Presidente da Comissão Executiva do estátua ao Marquês do Pombal, em Lisboa, tendo sido responsável pela fase final da construção daquele monumento. Foi membro da Maçonaria e dirigente do Grande Oriente Lusitano.

## Biografia
Nasceu em Évora a 18 de outubro de 1872, filho de António Manuel Martins da Rocha, oficial de cavalaria, e Rita do Carmo Vieira da Rocha, casou com Filomena Borges Lamarão a 16 de outubro de 1931.
A partir de 1884 frequentou o Colégio Militar com o n.° 208. Seguindo as tradições militares da família, aos 18 anos, alistou-se como voluntário no então Regimento de Lanceiros de El-Rei, depois Regimento de Lanceiros de Lisboa, iniciando de seguida o curso de Cavalaria da Escola do Exército.
Em 1893, aos 21 anos de idade, foi promovido a alferes e iniciou o seu serviço activo.
Ainda alferes, em 1894 foi enviado para Angola onde foi integrado no Esquadrão de Dragões do Planalto de Moçâmedes, uma unidade militar mandada organizar por se temer que os colonos bóeres estabelecidos no sudoeste de Angola, em especial no Planalto de Moçâmedes, pretendessem fundar uma república independente.
Foi nas funções de oficial subalterno daquela unidade que, em 1895, teve o seu baptismo de fogo, destacando-se nas acções de Lupinda e Catumba e sendo louvado pelo seu desempenho em combate.
Terminada a sua comissão de serviço em Angola, foi colocado no Regimento de Cavalaria do Cais, em Lisboa, onde permaneceu apenas alguns meses, já que em Junho de 1896 embarcou para Moçambique. Chegado a Lourenço Marques foi logo nomeado ajudante-de-campo de Mouzinho de Albuquerque, então governador-geral da colónia.
Durante a sua permanência em Moçambique participou na Campanha dos Namarrais (1897), distinguindo-se no combate de Lugenda. Naquele combate contra as forças dos namarrais e seus aliados, comandou um pelotão de infantaria nativa encarregado de manter um dos lados do quadrado defensivo, que foi seriamente atacado, sendo ferido num braço. Ainda no decurso das campanhas de pacificação de Moçambique então em curso, naquele mesmo ano tomou parte nos combates de Naguema, Ibrahimo e Macuto-Muno, sendo citado pelo seu desempenho.
Participou também na Campanha de Gaza, tomando parte no Combate de Macontene e no Combate Mapu-Languene. Neste último recontro, no qual comandou um pelotão de Cavalaria, foi novamente ferido, desta feita em combate contra as forças vátuas comandadas por Maguiguana, a quem pretendia aprisionar vivo.
Em 1898 motivos de saúde obrigam ao seu regresso a Portugal, onde chega já com a fama de oficial africanista e heróico. Foi então louvado pelo rei D. Carlos, em atenção à forma como se expusera ao fogo do inimigo na Campanha dos Namarrais, e condecorado com a Medalha da Rainha D. Amélia. Foi seguidamente condecorado com a Medalha de Prata de Valor Militar, contendo o diploma que a concede menção de que é difícil encontrar um oficial que reúna nestas ocasiões tanta aptidão para o serviço da arma de Cavalaria como o alferes Vieira da Rocha.
A fama e os louvores abrem-lhe a porta a uma rápida ascensão na carreira, sendo promovido a tenente no ano seguinte (1899) e condecorado com a Medalha de Prata de Comportamento Exemplar. Foi sucessivamente colocado no Regimento de Lanceiros de Elvas, na Guarda Municipal de Lisboa, no Regimento de Cavalaria de Santarém e novamente no Regimento de Lanceiros de El-Rei, unidade onde assentara praça.
Em 1901 foi novamente enviado para Moçambique, desta feita integrado nas forças expedicionárias destinadas a fazer a protecção da fronteira sul daquela colónia em consequência da Guerra do Transvaal.
Foi promovido a capitão a 02 de setembro de 1905, quando comandava em Lisboa uma companhia do corpo de alunos da Escola do Exército. Ainda nesse ano parte para Timor, onde o governador José Celestino da Silva o encarregou sucessivamente do governo militar de Viqueque e de Baucau. Regressou a Portugal em fins de 1908.
Foi colocado no Regimento de Cavalaria de Estremoz, mas logo em 1909 passa para a Guarda Municipal de Lisboa, onde servia aquando da implantação da República Portuguesa. Permaneceu na instituição quando esta em 1911 foi transformada em Guarda Nacional Republicana, passando a comandar um dos esquadrões a cavalo.
Em 1913, com 41 anos de idade, foi promovido a major. Integra a expedição enviada para o sul de Angola, sob o comando do general Pereira de Eça, para controlar a presença de forças alemães na fronteira com o Sudoeste Africano e subjugar os povos cuanhamas.
Foi-lhe confiado o comando do Grupo Táctico de Cavalaria, que integrava esquadrões expedicionários de vários Regimentos de Cavalaria. Passou depois a comandar o destacamento de Dongoena, com o qual participou na Campanha do Cuanhama, incluindo na reocupação do Humbe, nos combates de Môngua e na conquista das Cacimbas. Em Setembro de 1915 participou nas operações de N'Giva e do Baixo Cunene.
O seu desempenho em Angola mereceu diversas citações e louvores de do general António Pereira de Eça, os quais originaram a concessão das Medalhas de Prata e de Ouro de Bons Serviços, ambas com Palma, a Medalha de Ouro com a legenda Cuanhama 1915 e a Medalha de 1.ª Classe da Cruz de Guerra, tornando-se célebre pela sua extraordinária serenidade debaixo de fogo.
Regressado a Portugal e promovido a tenente-coronel (23 de dezembro de 1915), foi nomeado comandante do Regimento de Cavalaria n.º 8, sendo pouco depois integrado no Corpo Expedicionário Português e enviado para Brest como comandante da base de desembarque das forças portuguesas empenhadas nas operações da Primeira Guerra Mundial na Flandres.
Terminada a Grande Guerra retomou o comando do Regimento de Cavalaria n.º 8, mas o acentuar da instabilidade política da Primeira República Portuguesa traz Vieira da Rocha, como a generalidade da oficialidade portuguesa da época, progressivamente para a ribalta da vida política.
Em Fevereiro de 1919 comandou as forças que atacaram os revoltosos monárquicos entrincheirados em Monsanto durante a Monarquia do Norte. Foi então sucessivamente agraciado em 1919 a 15 de Fevereiro com o grau de Comendador da Ordem Militar de São Bento de Avis, a 28 de Junho com o grau de Comendador da Ordem Militar de Nosso Senhor Jesus Cristo e a 5 de Outubro com o de Comendador da Antiga e Muito Nobre Ordem Militar da Torre e Espada, do Valor, Lealdade e Mérito, e ainda com a Medalha da Vitória.
Promovido a Coronel a 27 de fevereiro de 1919, comandou o Regimento de Cavalaria n.º 2, foi inspector das tropas de Cavalaria da região de Lisboa e chefe da repartição de Gabinete do Ministério da Guerra. Pouco depois, e numa situação de grande instabilidade política e social, foi nomeado comandante geral interino da Guarda Nacional Republicana, sendo no ano seguinte (31 de dezembro de 1921), com 49 anos de idade, promovido ao posto de general e nomeado comandante efectivo daquela força militarizada, entrando então decididamente na actividade política. A 5 de outubro desse ano foi elevado a Grande-Oficial da Ordem Militar de São Bento de Avis.
Entre 1922 e 1926 foi o 24.º Presidente do Conselho da Ordem do Grande Oriente Lusitano.
Foi Ministro da Guerra por quatro vezes: (1) no governo presidido por António Maria da Silva, de 30 de Novembro a 7 de Dezembro de 1922; (2) no governo presidido pelo almirante Rodrigues Gaspar, de 6 de Julho a 22 de Novembro de 1924; (3) no governo presidido por Vitorino Guimarães, de 5 de Fevereiro a 21 de Abril de 1925, data em que foi demitido por ter publicamente defendido que se parlamentasse com os revoltosos da Revolta de 18 de Abril de 1925; e (4) no de Domingos Pereira, 1 de Agosto a 30 de Outubro de 1925. A 22 de Janeiro de 1923 foi elevado a Grã-Cruz da Ordem Militar de Nosso Senhor Jesus Cristo.
Nos últimos governos da Primeira República Portuguesa ocupou por duas vezes o cargo de Ministro das Colónias: (1) no governo de Domingos Pereira, de 30 de Outubro de 1925 a 17 de Dezembro de 1925; e (2) no governo de António Maria da Silva, de 17 de Dezembro de 1925 a 30 de Maio de 1926, data em que cessou funções devido à vitória dos revoltosos do Golpe de 28 de Maio de 1926.
Já durante a Ditadura Nacional foi nomeado director da Arma de Cavalaria, cargo que exerceu até à sua passagem para a situação de reserva em 1937, já em pleno Estado Novo. A 27 de Dezembro de 1927 foi elevado a Grã-Cruz da Ordem Militar de São Bento de Avis e a 3 de Agosto de 1932 foi feito Grande-Oficial da Ordem do Império Colonial. Posteriormente, até ser reformado, exerceu ainda as funções de vogal do conselho da Ordem do Império Colonial e entre fevereiro de 1930 e junho de 1931 as de presidente do Supremo Tribunal Militar.